# Zillisheim
Zillisheim es una localidad y comuna francesa, situada en el departamento de Alto Rin, en la Región de Gran Este.

## Demografía
| Gráfica de evolución demográfica de Zillisheim entre 2004 y 2019 |
|                                                                  |

Fuentes: INSEE.

## Políticos
Elecciones Presidential Segunda Vuelta:
| Elección | Elección | Candidato Ganador | Partido | %     |
| -------- | -------- | ----------------- | ------- | ----- |
|          | 2022     | Emmanuel Macron   | LREM    | 57,94 |
|          | 2017     | Emmanuel Macron   | EM      | 62,26 |
|          | 2012     | Nicolas Sarkozy   | UMP     | 67,51 |
|          | 2007     | Nicolas Sarkozy   | UMP     | 68,71 |
|          | 2002     | Jacques Chirac    | RPR     | 78,07 |

## Patrimonio y cultura

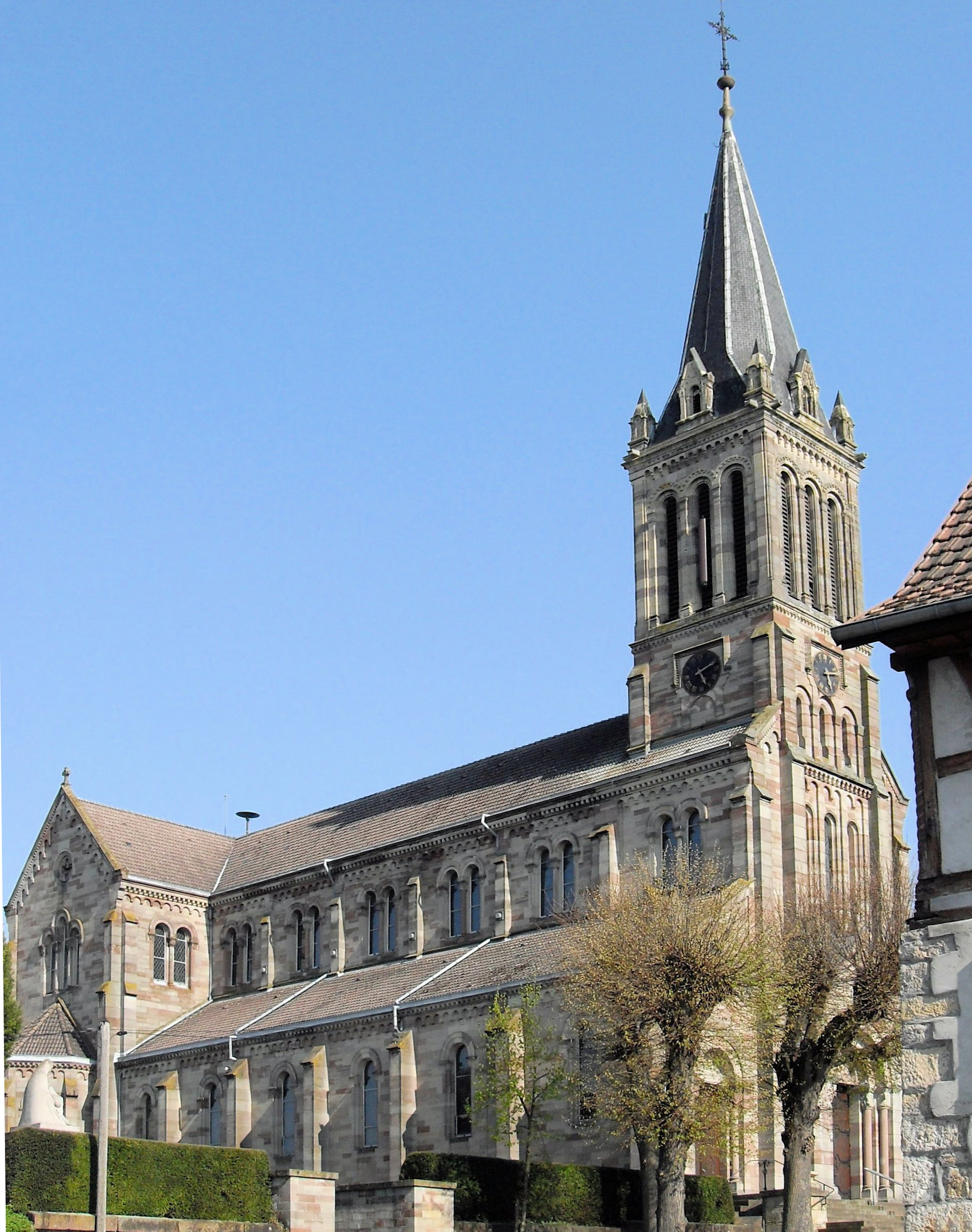
Iglesia de Zillisheim
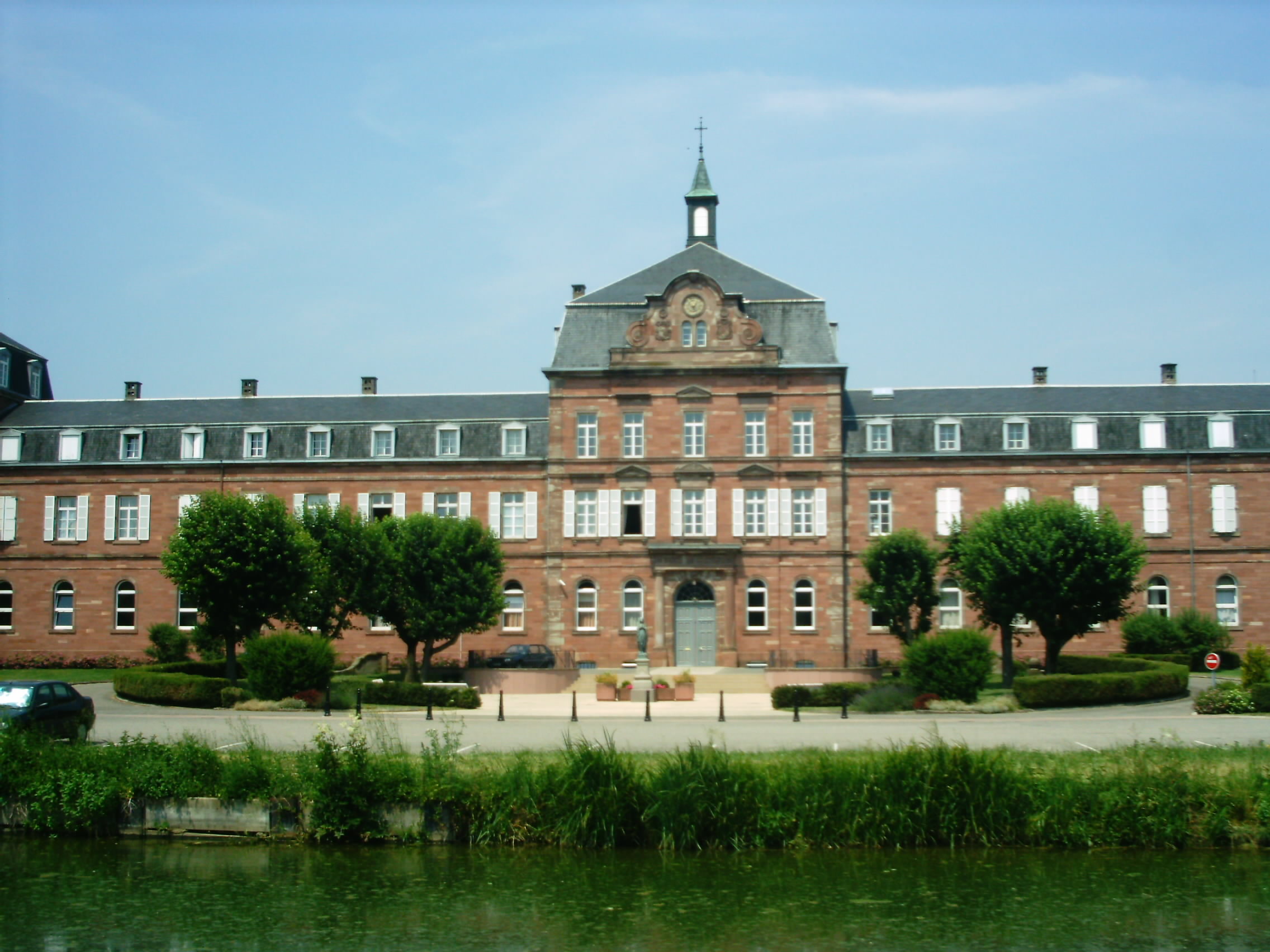
Colegio episcopal de Zillisheim
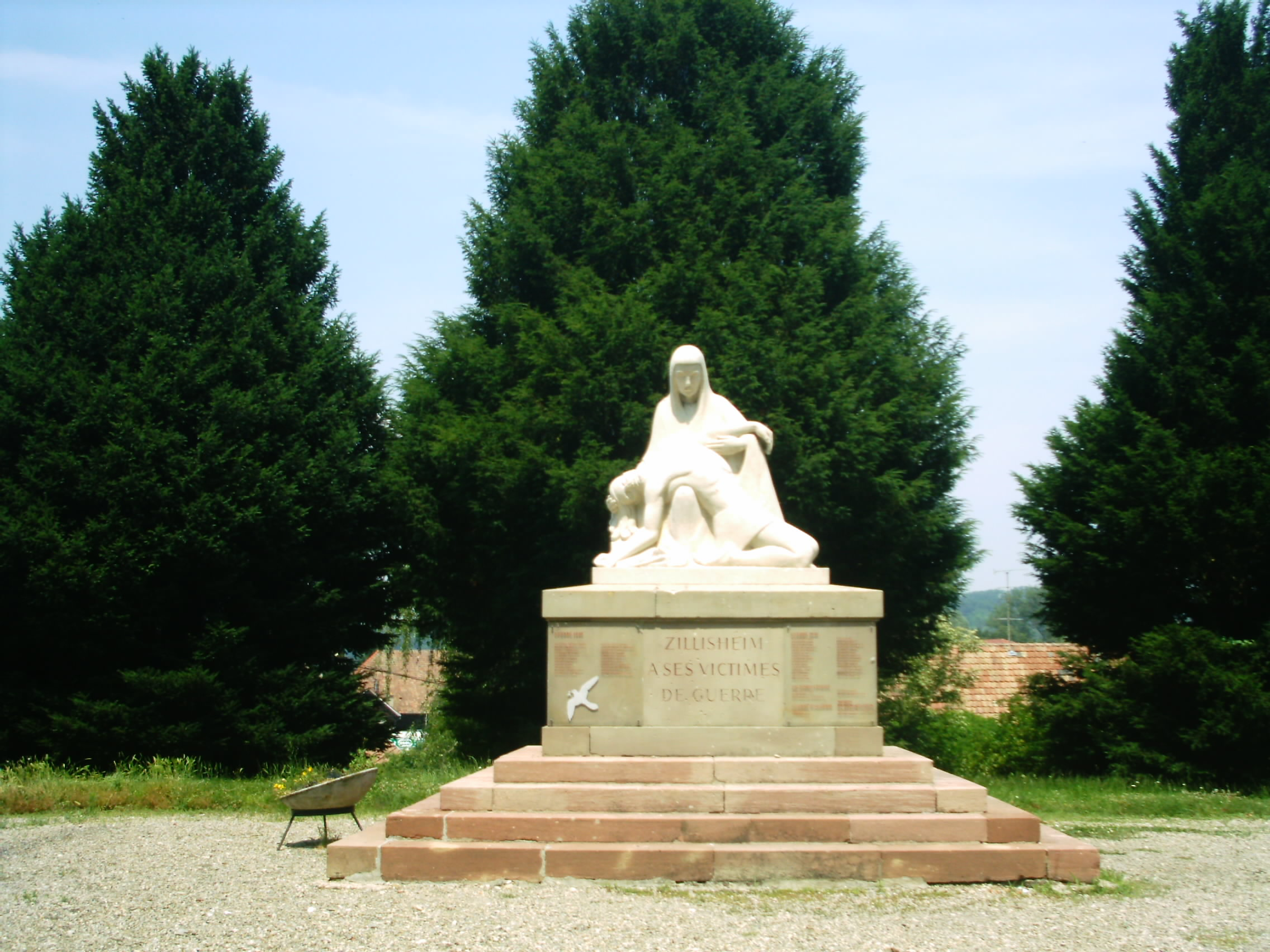
Memorial de las víctimas de la guerra de Zillisheim